# Šišava (Bośnia i Hercegowina)
Šišava – wieś w Bośni i Hercegowinie, w Federacji Bośni i Hercegowiny, w kantonie środkowobośniackim, w gminie Travnik. W 2013 roku liczyła 179 mieszkańców, z czego większość stanowili Serbowie.